# Baranomys kowalskii
Baranomys kowalskii – wymarły gatunek gryzoni z podrodziny Baranomyinae. Zwierzęta te wykształciły się w pliocenie i są spokrewnione z chomikowatymi. Gryzonie z rodzaju Baranomys są przodkami współczesnych nornikowatych. B. kowalskii należał do jednych z najstarszych gatunków rodzaju Baranomys. Żył w Europie około 15 milionów lat temu. Gatunek został opisany przez węgierskiego paleontologa Miklósa Kretzoi na podstawie skamielin odkrytych w Podlesicach koło Zawiercia. Epitet gatunkowy kowalskii jest eponimem mającym na celu upamiętnienie polskiego paleontologa i zoologa Kazimierza Kowalskiego.